# Nilsen-Plateau
Das Nilsen-Plateau ist eine schroffe, eisbedeckte, Hochebene von bis zu 3940 m Höhe im Königin-Maud-Gebirge in der antarktischen Ross Dependency. Mit einer Ausdehnung von etwa 48 km Länge und zwischen 2 und 20 km Breite schließt das Plateau die Fram Mesa ein und grenzt an den Scott- und den Amundsen-Gletscher. 
Entdeckt wurde es im November 1911 von der fünfköpfigen Südpolgruppe um Roald Amundsen im Rahmen dessen Antarktisexpedition (1910–1912). Amundsen benannte es nach Thorvald Nilsen (1881–1940), Kapitän der Fram bei dieser Forschungsreise.